# Saárossy-Kapeller Ferenc
Sárosi Saárossy-Kapeller Ferenc (Kassa, 1856. szeptember 19. – Budapest, 1918. november 24.) méhészeti szakíró, császári és királyi asztalnok, miniszteri tanácsos, 1904-től 1910-ig a Magyar Mezőgazdasági Múzeum igazgatója.

## Élete
A család Kapeller Ulriktól, Habsburg Rudolf híres vezérétől származik, akinek utóda Kapeller Konrád 1535 körül I. Ferdinánd királynak sárosvári kapitánya volt; 1874. július 28-án a régi tiroli nemesség és az Osten és Gatterfeldeni előnév megtartása mellett a magyar nemességet a Saárossy névvel és sárosi előnévvel kapta. Saárossy apja, szintén Ferenc, királyi tanácsos, Sáros vármegye táblabírája, anyja ribári Ribary Paulina. Főgimnáziumi tanulmányait 1864-től 1871-ig Eperjesen, Nagyváradon és Egerben végezte, jogi tanulmányait 1871-től 1873-ig Kassán. 1873–74-ben a magyaróvári gazdasági akadémián tanult. 1875-ben Proskau, Taránd és Hohenheimban hallgatta az ottani tanárok előadásait. 1876-ban beutazta a Németbirodalmat, Angol- és Franciaországot és Belgiumot; 1876-ban a magyar királyi pénzügyminisztériumban segédfogalmazónak, 1879-ben a földművelés-, ipar- és kereskedelmi minisztériumban miniszteri fogalmazónak, 1883-ban titkárnak, 1891-ben osztálytanácsosnak és 1902-ben miniszteri tanácsosnak nevezték ki. 1904-től 1910-ig a Mezőgazdasági Múzeum igazgatója volt. Fontos szerepet játszott a gödöllői állami méhészeti gazdaság megszervezésében. Elhunyt 1918. november 24-én este 8 órakor, temetésére 1918. november 27-én szerdán délután került sor a Kerepesi úti temetőben a római katolikus egyház szertartása szerint. Felesége gróf Königsegg-Rottenfels Emília volt.
Közgazdasági, társadalmi s vadászati cikkeket írt a Pester Lloydba, a magyar napilapokba s a vadászati lapokba.

## Munkái
- Az erdőtörvény (1879. évi XXXI. t.-cz.) magyarázata. Bpest, 1883.
- Magyarország borászati törzskönyve. Irta és hivatalos adatok alapján összeállította S. K. F. miniszteri titkár. Bpest, 1885.
- A méhészet multjáról és jelenéről, különös tekintettel hazánkra. Bpest, 1902. (Közigazgatási Könyvtár IV. 4., 5.)
- A méhészetről szóló törvényjavaslat. Bpest, 1902.